# Tetrastichus acuticlavus
Tetrastichus acuticlavus är en stekelart som beskrevs av Kostjukov 1995. Tetrastichus acuticlavus ingår i släktet Tetrastichus och familjen finglanssteklar. Inga underarter finns listade i Catalogue of Life.